# Бурдур (вилајет)
Вилајет Бурдур (тур. Burdur ili) је вилајет у Турској смештен на југозападу државе. Са популацијом од 258.868 становника. Административни центар вилајета је град Бурдур. Вилајет, географски као и економски, је део региона Медитеран.